# Wilhelm Młodszy
Wilhelm Młodszy, niem. Wilhelm der Jüngere (ur. 4 lipca 1535 r., zm. 20 sierpnia 1592 r. w Celle) – książę brunszwicko-lüneburski na Lüneburgu od 1559 roku, do 1569 razem z bratem Henrykiem, po podziale w 1569 w części księstwa z Celle, z dynastii Welfów.

## Życiorys
Henryk był czwartym synem księcia lüneburskiego Ernesta I Wyznawcy oraz Zofii, córki księcia Meklemburgii-Schwerin Henryka V Zgodnego. Po śmierci ojca Wilhelm oddany został na wychowanie na dwór swego dziadka, księcia meklemburskiego Henryka V Zgodnego. Po kilku latach udał się na studia na uniwersytecie w Wittenberdze. Potem ponownie przebywał na różnych dworach książęcych. W 1559 r. zmarł najstarszy brat Franciszek Otton i Wilhelm objął rządy w księstwie Lüneburga wspólnie ze starszym bratem Henrykiem (drugi wedle starszeństwa brat, Fryderyk, zmarł wskutek obrażeń odniesionych w bitwie pod Sieverhausen już w 1553 r.).
Zgodnie z układem zawartym po śmierci ojca ze stanami, władza Henryka i Wilhelma miała być początkowo ograniczona warunkiem stałych konsultacji z wyznaczonymi im doradcami (m.in. bez ich zgody nie mogli zawierać małżeństw). Bracia starali się wyprowadzić księstwo z długów. W 1562 r. bracia zawarli układ z miastem Lüneburg kończący długie spory mieszczan z książętami (wkrótce potem miasto złożyło hołd książętom, ci zaś potwierdzili jego przywileje). W 1564 r. wydano prawa regulujące stosunki kościelne, sądowe i policyjne w księstwie. Również kolejne pięć lat bracia rządzili księstwem w harmonii, aż do 1569 r., gdy Henryk zażądał podziału księstwa na dwie części. Mimo oporu Wilhelma i stanów podział ten został przeprowadzony: Henryk otrzymał niewielką część księstwa z Dannenbergiem, jednorazową zapłatę 4000 talarów i roczną rentę w wysokości 500 talarów. Wilhelm zatrzymał główną część księstwa z Celle, przyjmując jednak na siebie wszystkie długi księstwa oraz ciężary podatkowe na rzecz Rzeszy. Henryk (jako starszy z braci) zachował też pierwszeństwo do dziedziczenia po ewentualnym wymarciu brunszwickiej linii Welfów (i faktycznie, jego syn August objął to dziedzictwo w 1634 r.).
Spory między braćmi o podział księstwa wkrótce jednak zaczęły się na nowo i zakończone zostały dopiero po śmierci Wilhelma. Przeszkodą w ich zakończeniu za jego życia była choroba umysłowa, w którą Wilhelm popadł w 1581 r. i która spowodowała jego niezdolność do samodzielnych rządów. Faktyczne rządy odtąd sprawowała jego żona Dorota, z pomocą syna Ernesta. W tym czasie księstwo zostało powiększone – w 1582 r. przejęto hrabstwo Hoya, a w 1585 r. hrabstwo Diepholz, bo wymarciu tamtejszych rodów.

## Życie prywatne
Żoną Wilhelma była od 12 października 1561 r. Dorota, córka króla duńskiego Chrystiana III. Z małżeństwa tego pochodziło piętnaścioro dzieci:
- Zofia (1563–1639), żona Jerzego Fryderyka Hohenzollerna, margrabiego Ansbach i Bayreuth,
- Ernest (1564–1611), książę Lüneburga od 1592,
- Elżbieta (1565–1621), żona Fryderyka, hrabiego Hohenlohe-Langenburg,
- Chrystian (1566–1633), książę Lüneburga od 1611,
- August (1568–1636), książę Lüneburga od 1633, książę Brunszwik-Calenberg od 1635,
- Dorota (1570–1649), żona Karola Wittelbacha, księcia Zweibrücken-Birkenfeld,
- Klara (1571–1658), żona Wilhelma, hrabiego Schwarzburg-Frankenhausen,
- Anna Urszula (1572–1601),
- Małgorzata (1573–1643), żona Jana Kazimierza, księcia Saksonii-Coburg,
- Fryderyk (1574–1648), książę Lüneburga od 1636,
- Maria (1575–1610),
- Magnus (1577–1632),
- Jerzy (1582–1641), książę Brunszwik-Calenberg (Hanoweru) od 1636,
- Jan (1583–1628),
- Sybilla (1584–1632), żona Juliusz Ernesta,  księcia Brunszwik-Danneberg.